# Patenschaftswerk West-Ost
Patenschaftswerk West-Ost (oder West-Ostdeutsches Patenschaftswerk) ist eine Initiative der Heimatvertriebenen aus den ehemaligen deutschen Ostgebieten nach dem Zweiten Weltkrieg, deren Zweck es ist, die ostdeutschen Traditionen lebendig zu halten. Im Rahmen des Patenschaftswerks West-Ost übernahmen westdeutsche Gebietskörperschaften Patenschaften für Gebietskörperschaften, die nach dem Zweiten Weltkrieg nicht mehr zu Deutschland gehörten.
Bei der Erklärung der Patenschaft legen manche Städte und Gemeinden die Betonung auf Patenschaft für die Bewohner der bestimmten Herkunftsregion bzw. -gemeinde bzw. deren Kultureinrichtungen, andere auf eine Patenschaft für die Herkunftsregion bzw. -gemeinde. Letztere Art der Patenschaft beruhte, zumindest zum Zeitpunkt der Patenschaftserklärung (Kalter Krieg), praktisch durchweg offiziell auf Einseitigkeit. Einzelne Patenschaftserklärungen wurden später wieder rückgängig gemacht, aus anderen Patenschaften wurden seit Ende des Kalten Krieges Städtepartnerschaften.

## Geschichte und Zweck
Das Werk wurde um 1949 (unter anderem unter Mitwirkung von Ludwig Geißel) gegründet. Umgesetzt wurde es zuerst 1950 mit der Übernahme der Patenschaft für die Stadt Brieg durch die Stadt Goslar. Weitere Patenschaften folgten noch im selben Jahr. Am 15. Dezember 1953 vereinbarten die Bundesvereinigung der kommunalen Spitzenverbände und der Verband der Landsmannschaften die „Richtlinien für die Übernahme von Patenschaften über ostdeutsche Gemeinden und Landkreise“.
Zum Inhalt der Patenschaften verweisen die Richtlinien unter anderem auf die folgenden Einzelmaßnahmen:
- Führung von Heimatkarteien und Einrichtungen von Auskunftsstellen
- Abhalten von Heimattreffen
- Schaffung einer „Heimatstube“ oder eines „Hauses“ des ostdeutschen Partners
- Benennung von Straßen, Plätzen oder Gebäuden nach dem ostdeutschen Partner oder nach seinen hervorragenden Bürgern
- Anbringung des Wappens oder regelmäßige Hissung der Flagge des ostdeutschen Partners; Ausschmückung der öffentlichen Gebäude mit Bildern aus der alten Heimat
- Besondere Berücksichtigungen ostdeutscher Kulturgüter in den öffentlichen Büchereien, in den Museen, in den Ausstellungen, im Schulunterricht, in den Volksschulen usw.
- Sammlung von Kulturgut und Archivgut des ostdeutschen Partners
- Gewährung von Unterstützung und Stipendien, von Erholungsaufenthalten für Kinder und sonstige Fürsorgemaßnahmen, Beteiligung an Hilfsaktionen für die in der alten Heimat verbliebenen Bürger.

In der vom Arbeits- und Sozialministerium des Landes Nordrhein-Westfalen in Auftrag gegebenen Veröffentlichung „Das west-ostdeutsche Patenschaftswerk in Nordrhein-Westfalen“ aus dem Jahr 1961 heißt es des Weiteren:

„Durch diese Bindung eines ostdeutschen Gemeindewesens an eine westdeutsche Kommune wird aber auch vor aller Welt in entscheidender Weise zum Ausdruck gebracht, daß diese Städte und Kreise eindeutig deutsch sind und die Patengemeinden ohne Einschränkung als Zeugen und Verteidiger für diese Tatsache einstehen […] Die Menschen dieser Stadtgemeinden, dieser Bürger- und Bauernschaften sind in ihren Gemeinschaftsbildungen zu erfassen und zu sammeln, um den Pulsschlag der alten Heimatgemeinschaften neu zu beleben. […] Kinder, die sonst keine Erinnerungen mehr an ihre alte Heimat haben, werden hier neu in den Kreis eingeführt und erleben im Verweilen und in den Gesprächen die Heimatgemeinschaft ihrer Eltern.“

## Patenschaften
In der folgenden Liste sind lediglich einige Beispiele für Patenschaften im Rahmen des Patenschaftswerks West-Ost zusammengestellt.
| Patengemeinde  | für           | seit | Weiterentwicklung der Beziehungen |
| -------------- | ------------- | ---- | --- |
| Düsseldorf     | Danzig        | 1952 | |
| Essen          | Hindenburg OS | 1953 | seit 2000 zusätzlich Kooperation mit Zabrze, März 2015 Erweiterung zur Städtepartnerschaft, Hindenburger Heimatstube im Haus der Essener Geschichte / Stadtarchiv |
| Goslar         | Brieg         | 1950 | seit 2000 Städtepartnerschaft mit Brzeg; weiterhin Patenschaft für Bundesvereinigung der Brieger e.V.                                                             |
| Recklinghausen | Beuthen O.S.  | 1952 | seit 2000 Städtepartnerschaft mit Bytom; weiterhin Patenschaft für deutsche Aussiedler und Vertriebene aus Beuthen O.S.                                           |